# سیارک ۲۵۹۵
سیارک ۲۵۹۵ (به انگلیسی: 2595 Gudiachvili، نامگذاری:1979KL) دو هزار و پانصد و نود و پنجمین سیارک کشف شده‌است که در ۱۹ مه ۱۹۷۹ کشف شد.
قدر مطلق سیارک برابر ۱۲٫۲۰ است.